# Уяздувек (Лодзинське воєводство)
Уяздувек (пол. Ujazdówek) — село в Польщі, у гміні Кобелі-Великі Радомщанського повіту Лодзинського воєводства.
Населення — 76 осіб (2011).
У 1975-1998 роках село належало до Пйотрковського воєводства.

## Демографія
Демографічна структура станом на 31 березня 2011 року:
|          | Загалом | Допрацездатний вік | Працездатний вік | Постпрацездатний вік |
| -------- | ------- | ------------------ | ---------------- | -------------------- |
| Чоловіки | 32      | 5                  | 22               | 5                    |
| Жінки    | 44      | 4                  | 26               | 14                   |
| Разом    | 76      | 9                  | 48               | 19                   |